# Lilting
Lilting ist ein britisches Filmdrama des Regisseurs Hong Khaou, dessen Kurzfilm Spring im Jahr 2011 Einladungen zu den Filmfestivals in Sundance und Berlin erhalten hatte. In der Hauptrolle seines Langfilmdebüts spielt Ben Whishaw. Der Film entstand unter der Leitung des Produzenten Dominic Buchanan, dessen Debütfilm Gimme The Loot seine Weltpremiere im März 2012 beim SXSW hatte und dort den Grand Jury Prize als Best Narrative Feature gewann.
Lilting konkurrierte in der „World Cinema Dramatic Competition“ des Sundance Film Festivals und erhielt dort den Cinematography Award. Der Film lief am 8. August 2014 in Großbritannien sowie am 26. September 2014 in den USA an. Der deutsche Kinostart war am 1. Januar 2015.

## Handlung
Nachdem sein Lebenspartner Kai bei einem Unfall gestorben ist, besucht Richard dessen Mutter Junn im Altersheim, um den Verlust zu verarbeiten. Die ursprünglich aus Kambodscha stammende Chinesin lebt seit vierzig Jahren in Großbritannien, spricht jedoch bis heute kein Wort Englisch. Als sich Richard als Lebenspartner von Kai vorstellt, erfährt sie erstmals von der Homosexualität ihres Sohnes. Da sie ohne die Kommunikation über ihren Sohn im Alltag nicht zurechtkommt, nimmt sich Richard ihrer an. Doch die Annäherung gestaltet sich schwierig. Erst mit Hilfe der Übersetzerin Vann gelingt es, die Missverständnisse zwischen beiden abzubauen. Beide Seiten müssen erkennen, dass Liebe, Trauer und Freundschaft Gefühle sind, die nicht immer der Worte bedürfen.

## Produktion
Das Drehbuch, ursprünglich unter dem Titel Lilting the Past veröffentlicht, belegte 2011 den dritten Preis der Brit List, einer Auflistung der besten, bisher nicht realisierten britischen Drehbücher.
Zu Beginn des Jahres 2012 erhielt Lilting als einer von drei Filmen grünes Licht von der Filmproduktionsfirma Microwave. Später wurde ein Castingaufruf gestartet, um die drei Hauptrollen zu besetzen.
Die Dreharbeiten begannen im November 2012 und waren im Dezember beendet. Regisseur Khaou sagte, der Film würde visuell von Wong Kar-wais Film In the Mood for Love inspiriert sein.
Während der Produktion erhielt Khaou Unterstützung von Michael Winterbottom, während der Produzent Buchanan ein Mentoring von Ken Marshall bekam, dem Produzenten von London to Brighton, Filth und Song for Marion. Das Budget des Films betrug £120,000. Es war der erste zweisprachige Film des Studios.

## Rezeption

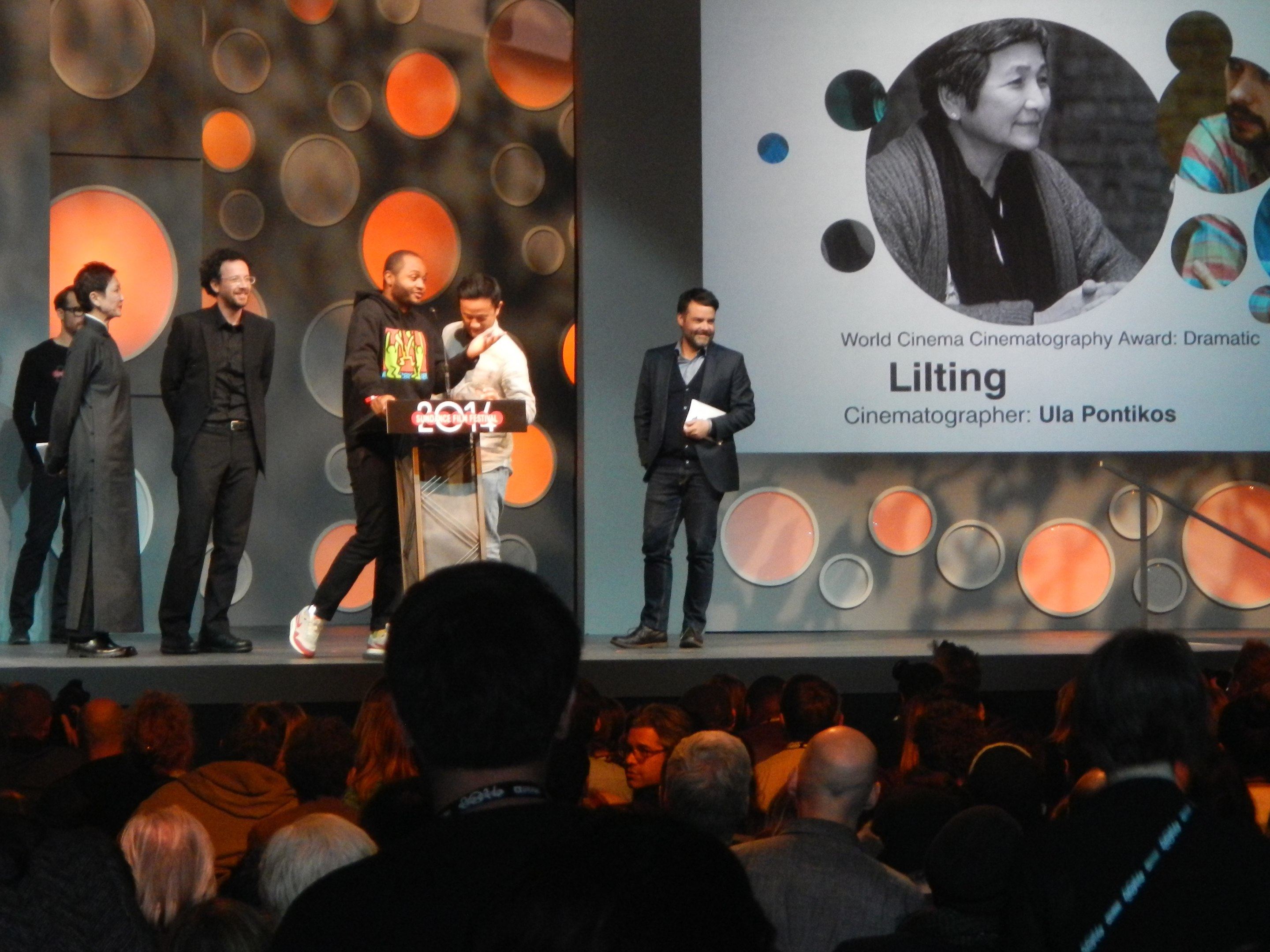
Urszula Pontikos gewann den Cinematography Award beim Sundance Film Festival 2014.

### Kritik
Lilting erhielt überwiegend positive Kritiken. Bei Rotten Tomatoes sind 82 % der Kritiken positiv von insgesamt 56 Kritiken; die durchschnittliche Bewertung beträgt 6,8/10. Im Kritikerkonsens heißt es: „Kunstvoll mehrere Fäden zu einem still berührendem Ganzen verwebend, gerät Lilting zu einem vollends überzeugenden Aushängeschild für Hong Khaou.“ („Skillfully weaving multiple delicate tonal strands into a quietly affecting whole, Lilting serves as a thoroughly compelling calling card for writer-director Hong Khaou.“) Bei Metacritic erhält der Film eine Bewertung von 61/100 bei insgesamt 22 Kritiken.
Justin Chang schreibt in seinem Review für das Branchenblatt Variety, „Hong Khaou liefert mit seinem leise nachklingenden Kammerspiel ein ausgezeichnetes Debüt“ David Rooney von The Hollywood Reporter lobte den Film und sagte, „filigran und unaufgeregt, fast ausreizend, gleichwohl sexy und sogar humorvoll an einigen Stellen.“ Amber Wilkinson vom Telegraph gab dem Film drei von fünf Sternen und hob vor allem Hauptdarsteller hervor, „Whishaw ist anziehend als ein Mann, der durch Trauer an den Rand der Zerbrechlichkeit gebracht wird, aber dennoch eine stille Stärke suggeriert.“

### Auszeichnungen
| Jahr | Auszeichnung                | Kategorie                                                   | Rezipient        | Ergebnis  |
| ---- | --------------------------- | ----------------------------------------------------------- | ---------------- | --------- |
| 2014 | Sundance Film Festival      | World Cinema Grand Jury Prize: Dramatic                     | Hong Khaou       | Nominiert |
| 2014 | Sundance Film Festival      | Cinematography Award: World Cinema Dramatic                 | Urszula Pontikos | Gewonnen  |
| 2015 | 26th GLAAD Media Awards     | Outstanding Film – Limited Release                          | Hong Khaou       | Gewonnen  |
| 2015 | British Academy Film Awards | Outstanding Debut by a British Writer, Director or Producer | Hong Khaou       | Nominiert |